# مرد چنگکی

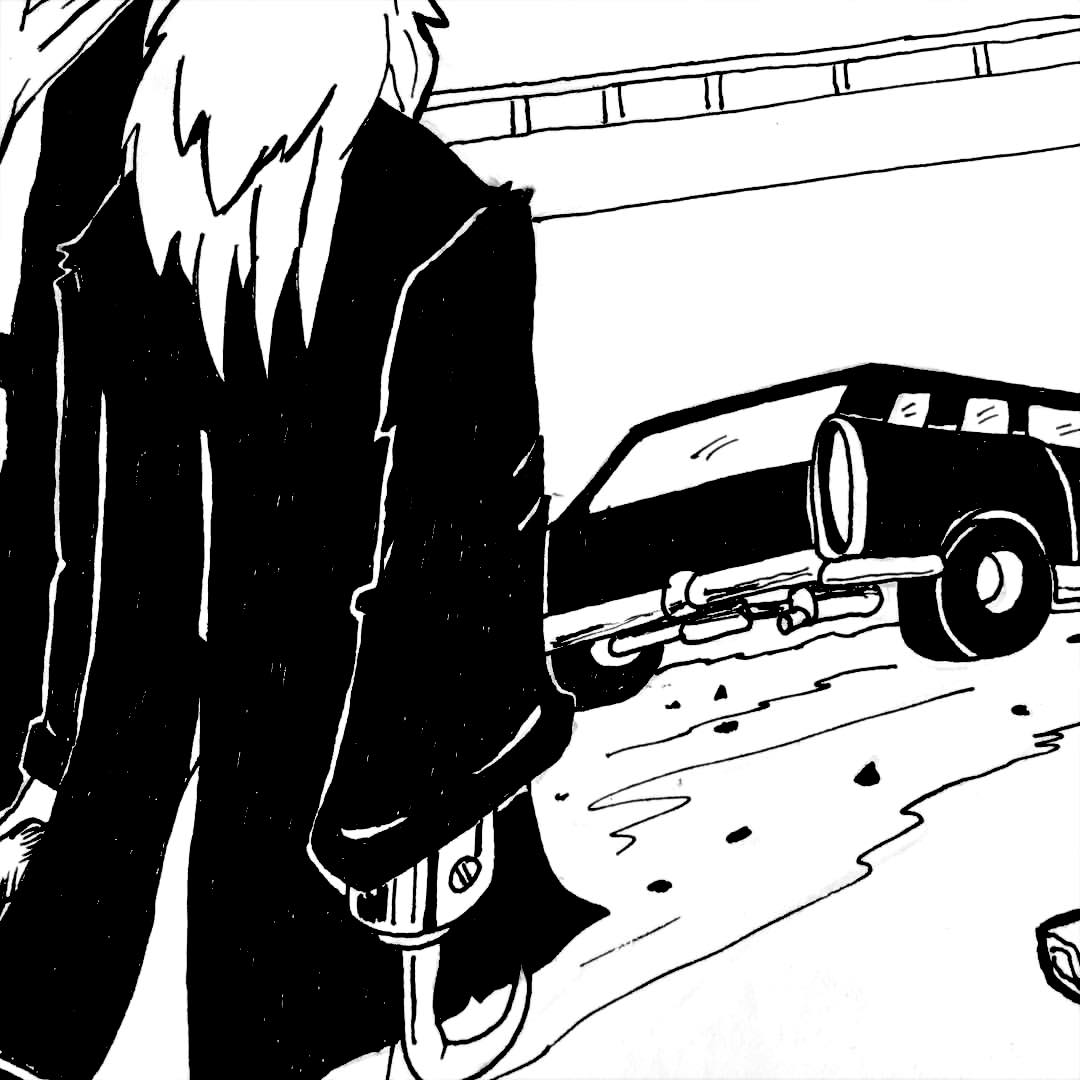
مرد چنگکی، تصویرسازی با جوهر

مرد چنگکی (به انگلیسی: The Hook) یک نمونه کلاسیک از افسانه‌های محلی است. این افسانه این‌گونه است که یک زوج جوان درون ماشینی در یک جای تاریک پارک کرده‌اند، موسیقی پخش می‌شود و آنها مشغول معاشقه هستند سپس صدای موسیقی قطع شده و رادیو اعلام می‌کند یک قاتل سریالی به‌تازگی از زندانی در نزدیکی فرار کرده‌ است و قاتل به جای یک دست خود چنگک دارد. زوج جوان صدای خراش روی در ماشین را می‌شنوند و تصمیم به فرار می‌گیرند اما مرد چنکگی هر دو را به قتل می‌رساند (در بعضی نسخه‌ها از افسانه آنها را از ماشین آویزان می‌کند).
منابع نشان می‌دهند که این افسانه در دهه پنجاه میلادی یا اواسط دهه شصت میلادی به وجود آمده‌ است.
در فیلم من می‌دانم تابستان گذشته چه کار کرده‌ای مرد چنگکی نقش یکی از قاتلان را بازی می‌کند. و در فصل اول سریال سوپرنچرال در یکی از قسمت‌ها به این افسانه پرداخته می‌شود و گفته می‌شود که این مرد در واقع روح یک واعظ مسیحی است که فاسدان را می‌کشد.